# Digitivalva peyrierasi
Digitivalva peyrierasi là một loài bướm đêm thuộc họ Acrolepiidae. Loài này có ở châu Phi.